# Нестеровское (Вологодский район)
Нестеровское — деревня в Вологодском районе Вологодской области.
Входит в состав Новленского сельского поселения, с точки зрения административно-территориального деления — в Новленский сельсовет.
Расстояние по автодороге до районного центра Вологды — 66 км, до центра муниципального образования Новленского — 4 км. Ближайшие населённые пункты — Марьинское, Семёновское, Андрюшино, Каргачево, Есюнино.
По переписи 2002 года население — 21 человек (10 мужчин, 11 женщин). Всё население — русские.